# Agrochão
Agrochão é uma freguesia portuguesa do município de Vinhais, com 18,07 km² de área e 220 habitantes (censo de 2021) A sua densidade populacional é 12,2 hab./km².

## Demografia
A população registada nos censos foi:
| Distribuição da População por Grupos Etários | Distribuição da População por Grupos Etários | Distribuição da População por Grupos Etários | Distribuição da População por Grupos Etários | Distribuição da População por Grupos Etários |
| -------------------------------------------- | -------------------------------------------- | -------------------------------------------- | -------------------------------------------- | -------------------------------------------- |
| Ano                                          | 0-14 Anos                                    | 15-24 Anos                                   | 25-64 Anos                                   | > 65 Anos                                    |
| 2001                                         | 31                                           | 24                                           | 133                                          | 105                                          |
| 2011                                         | 19                                           | 12                                           | 118                                          | 131                                          |
| 2021                                         | 15                                           | 9                                            | 72                                           | 124                                          |

## Património
- Igreja Paroquial de Agrochão (São Mamede).

## Cultura
- Museu Etnográfico de Agrochão;
- Museu do Azeite.

## Pontos de interesse
Um dos pontos e interesse é o santuário do Divino Senhor Jesus da Piedade, também com a capela do Senhor dos Passos. Este é um Santuário que dispõe de uma panorâmica sobre toda a aldeia, estendendo-se por vários quilómetros. Mais em baixo, no vale, há a capela de Nossa Senhora do Areal, com a sua fonte milagrosa.
No centro da aldeia, existe uma fonte românica, a qual chamam fonte de mergulho. Pela aldeia existem várias outras fontes, todas elas foram muito importantes no passado, são elas: “Fonte do Burro”; “Fonte da Lama”; “Fonte dos Hortos”.
Agrochão é a única aldeia do concelho de Vinhais que tem museus: museu etnográfico rural e museu do azeite.
Perto dos museus, encontra-se a igreja de São Mamede.